# Peristeria elata
Peristeria elata là một loài lan hiện diện từ Trung Mỹ đến Ecuador và Venezuela. Nó là loài điển hình của chi.
Tại Panama, loài này có nhiều ở các rừng núi rất ẩm. Nó là thực vật biểu sinh trên cành cây có rêu bao phủ ở độ cao khoảng 1100 mét. Kể từ năm 1980, loài này là quốc hia của Cộng hòa Panama.

## Hình ảnh

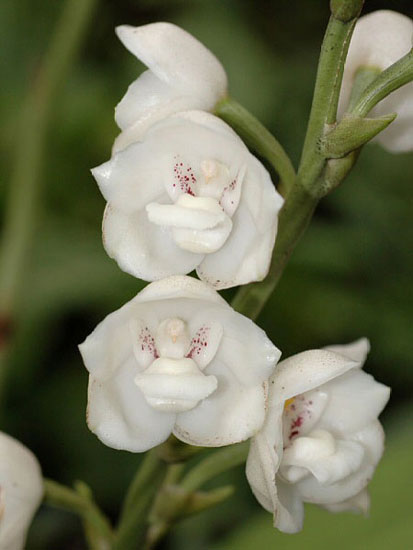
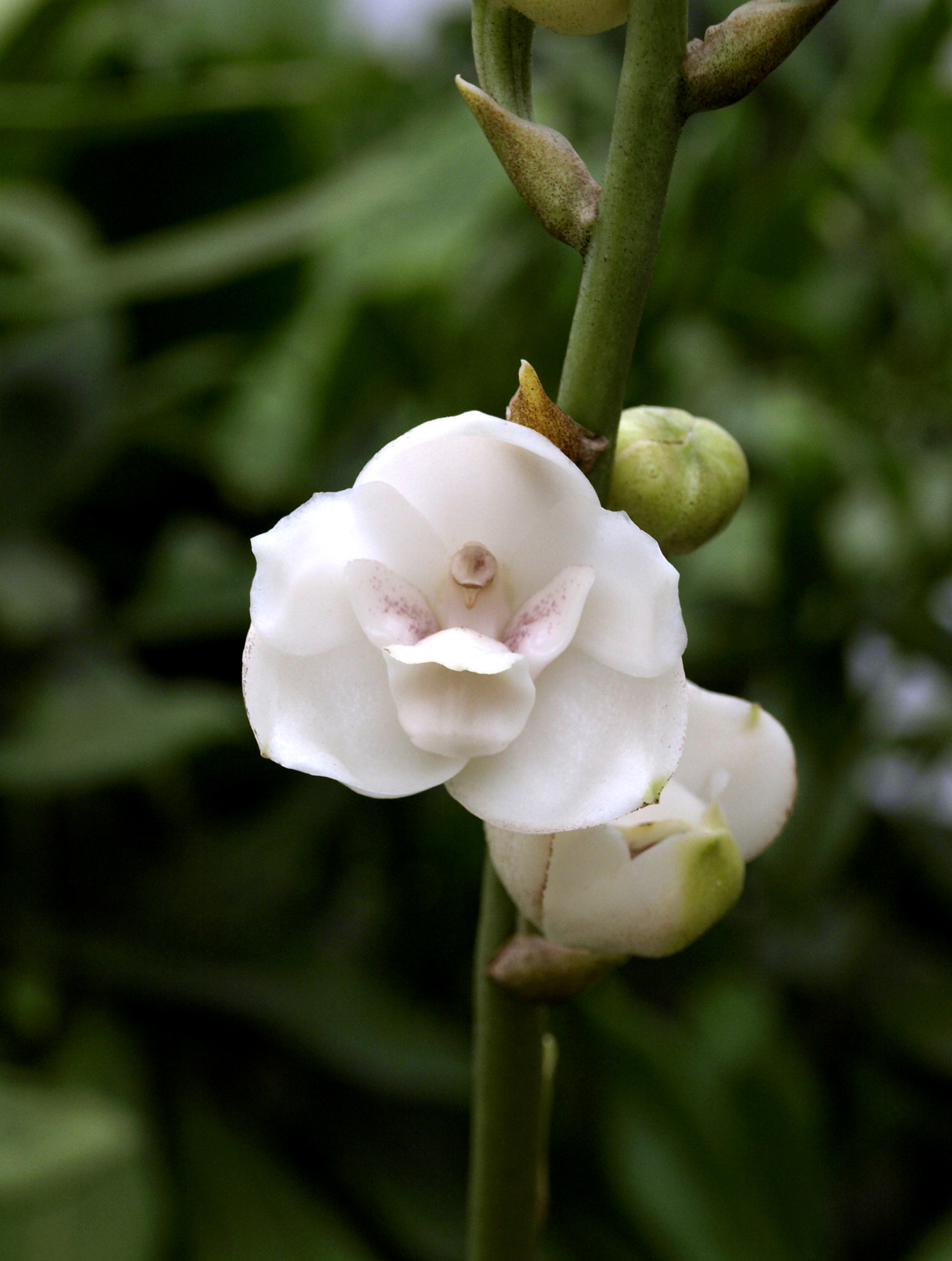
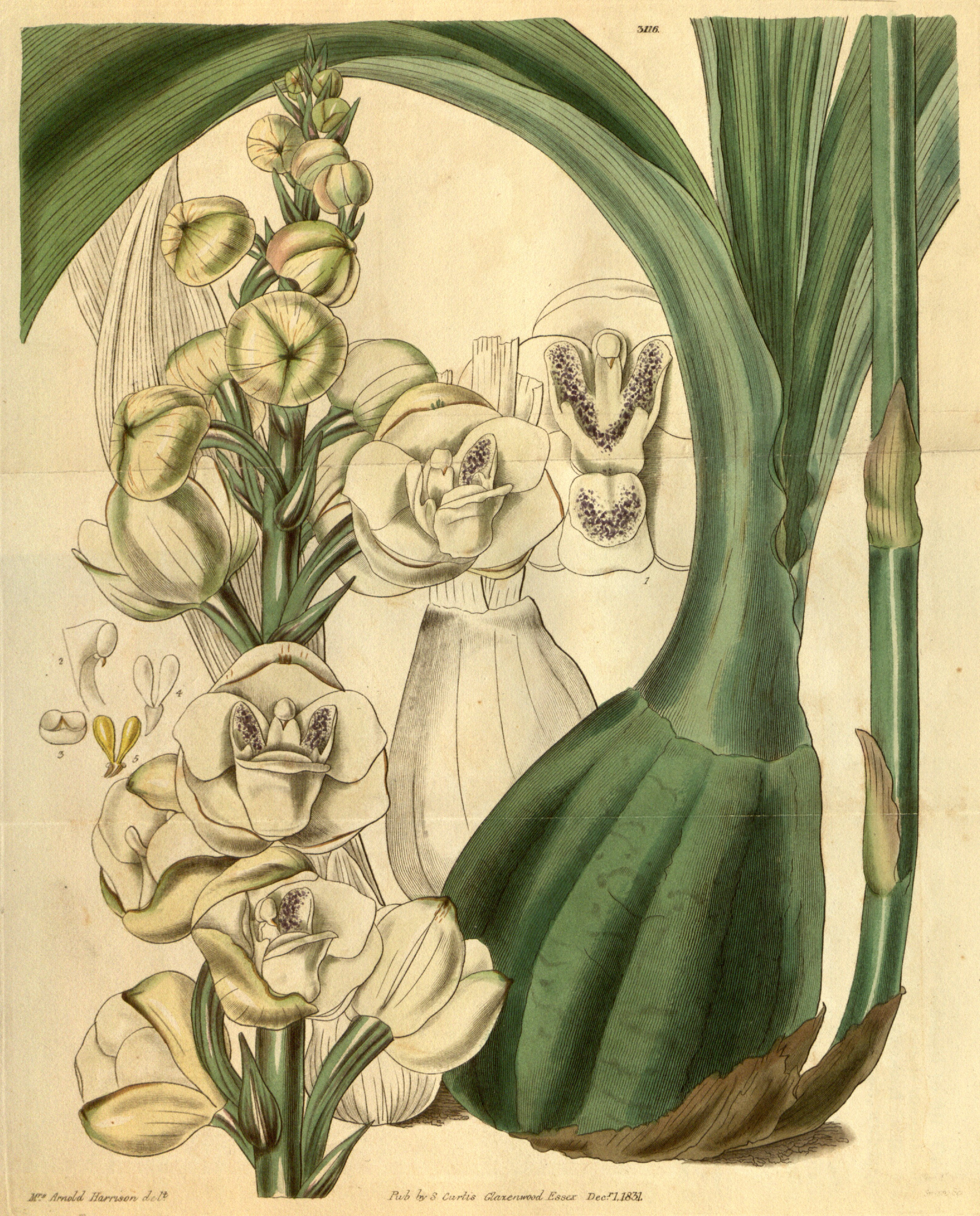
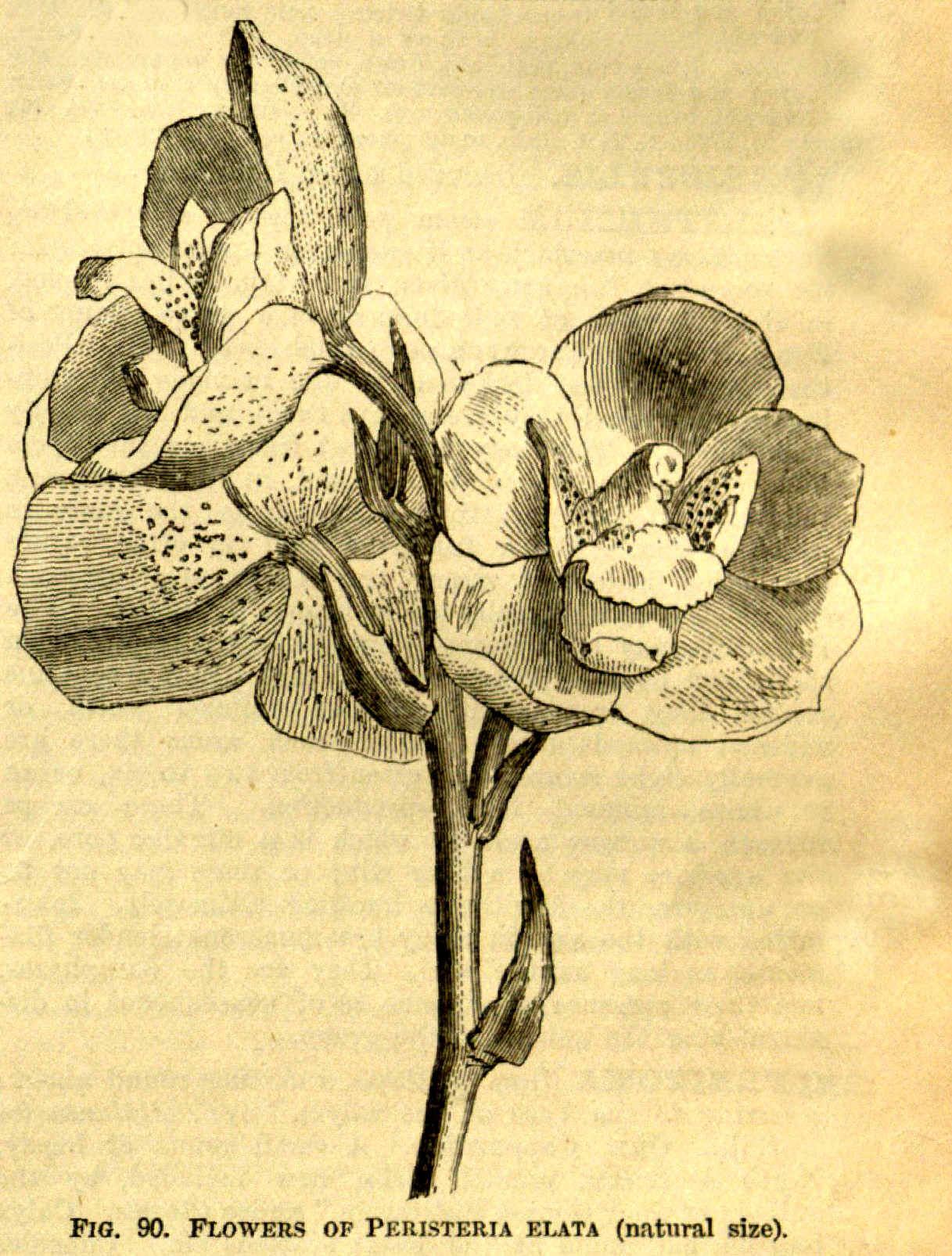